# ویرزون
شهر ویرزون (به فرانسوی: ویرزون) در شهرستان شر (فرانسه) در ناحیه سانتر (فرانسه) با جمعیت ۲۸٬۱۴۷ نفر در کشور فرانسه واقع شده‌است